# Her Minor Thing
Her Minor Thing é um filme independente estadunidense de comédia romântica dirigido por Charles Matthau e lançado em 2005, com roteiro escrito por Jim e Debra Meyers. O filme é estrelado por Estella Warren, Christian Kane e Michael Weatherly.
O título provisório do roteiro era Men Are Jerks.

## Sinopse
Tudo estava indo bem para a gostosa jovem Jeana (Estella Warren) de 25 anos, até que seu namorado apresentador acidentalmente revelou na TV que Jeana ainda é virgem, apesar de estar na casa dos 20 anos. Jeana fica completamente humilhada com isso, e para piorar a situação está o fato de que a revelação de sua virgindade a tornou um alvo para todos os homens com excesso de sexo nas redondezas, todos eles determinados a "fazer dela uma verdadeira mulher". Notando tristemente que desde que foi revelado que ela é virgem, todo homem que olha para ela "quer um encontro", e todos os seus ideais românticos otimistas foram destruídos. Em última análise, ela não pode salvar seu relacionamento com o namorado apresentador, mas no final, ela finalmente encontra um homem, um fotógrafo, que é decente o suficiente para ser o homem com quem ela finalmente perde a virgindade.[carece de fontes?]

## Elenco
| Ator/Atriz        | Papel         |
| ----------------- | ------------- |
| Estella Warren    | Jeana Summers |
| Christian Kane    | Paul          |
| Michael Weatherly | Tom Lindeman  |
| Rachel Dratch     | Caroline      |
| Flex Alexander    | Marty         |
| Kathy Griffin     | Maggie        |
| Ivana Miličević   | Zsa Zsa       |
| Victoria Jackson  | Norma         |

## Mídia doméstica
Her Minor Thing foi lançado em DVD em 16 de janeiro de 2007. Foi lançado em streaming em 2 de julho de 2016.